# Compagnie des mines de Liévin

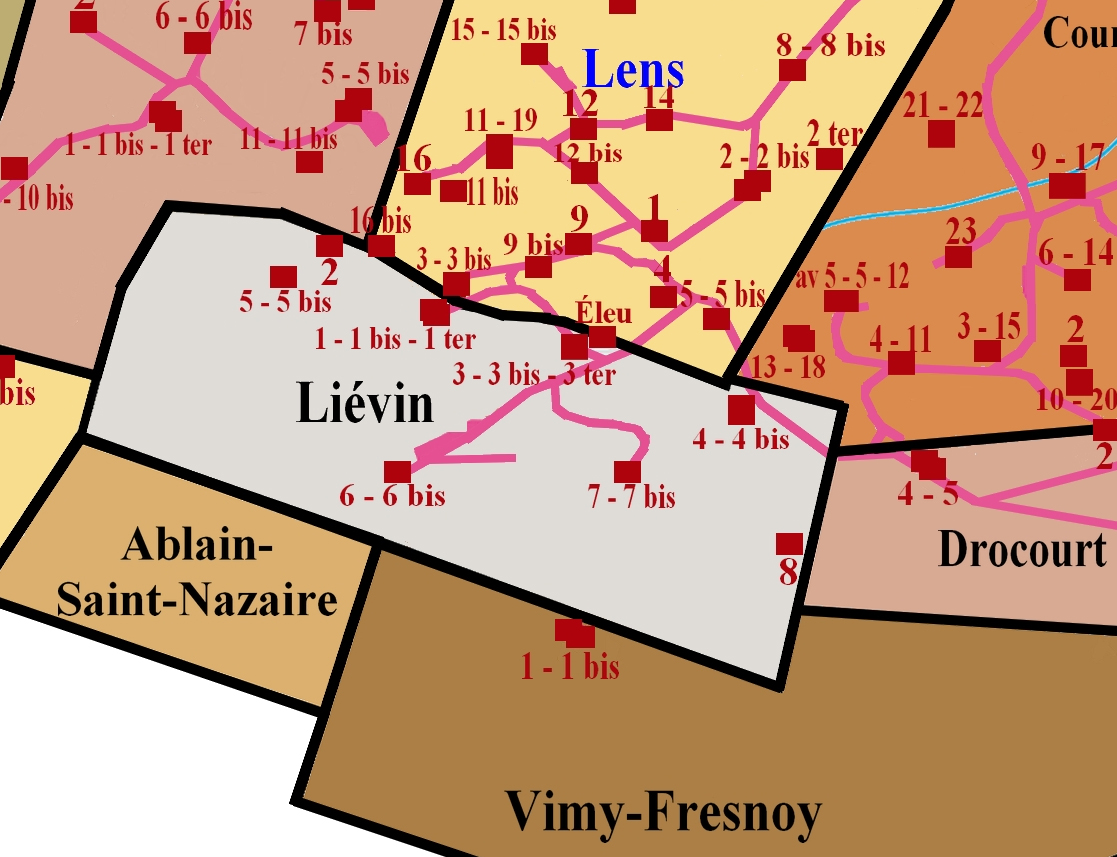
Berechtsame, Schächte und Zechenbahnen von Liévin

Die Compagnie des mines de Liévin war ein Bergbauunternehmen, das hochwertige Kokskohle in Liévin, Éleu-dit-Leauwette, Avion und Angres im Bergbaubecken Nord – Pas-de-Calais abgebaut hat. Die gesamte Förderung betrug im Laufe der Jahre bis zur Stilllegung 1986 mehr als 146 Millionen t. Vor der Stilllegung erfolgten mehrere Fusionen mit anderen Bergwerken, u. a. mit Lens zum Verbundbergwerk Lens-Liévin. Außer dem Fördergerüst über Schacht 1bis von Liévin sind alle Tagesanlagen abgerissen worden.

## Geschichte

### Exploration und Gründung der Gesellschaft
Bald nach dem Gründerboom der Jahre 1850 – 54 machten sich viele Bergbauinteressenten und Investoren daran, in den südlich der bereits vergebenen Konzessionen liegenden Gebieten noch Kohlevorkommen nachzuweisen und so an diesem Boom teilhaben zu können. So gab es südlich von Lens drei Interessengruppen, die dort Schürfrechte erwerben wollten, die Société des mines de Lens selbst und die beiden neu gegründeten Unternehmen Lens-Midi und Société d'Aix. So teufte die erstgenannte Gesellschaft auf dem Gebiet von Liévin und außerhalb ihrer eigenen Berechtsame einen Schacht (Nr. 3, Saint-Amé) ab, konnte dadurch aber letztendlich nur eine geringe Korrektur des Konzessionsgebietes zu ihren Gunsten erreichen.

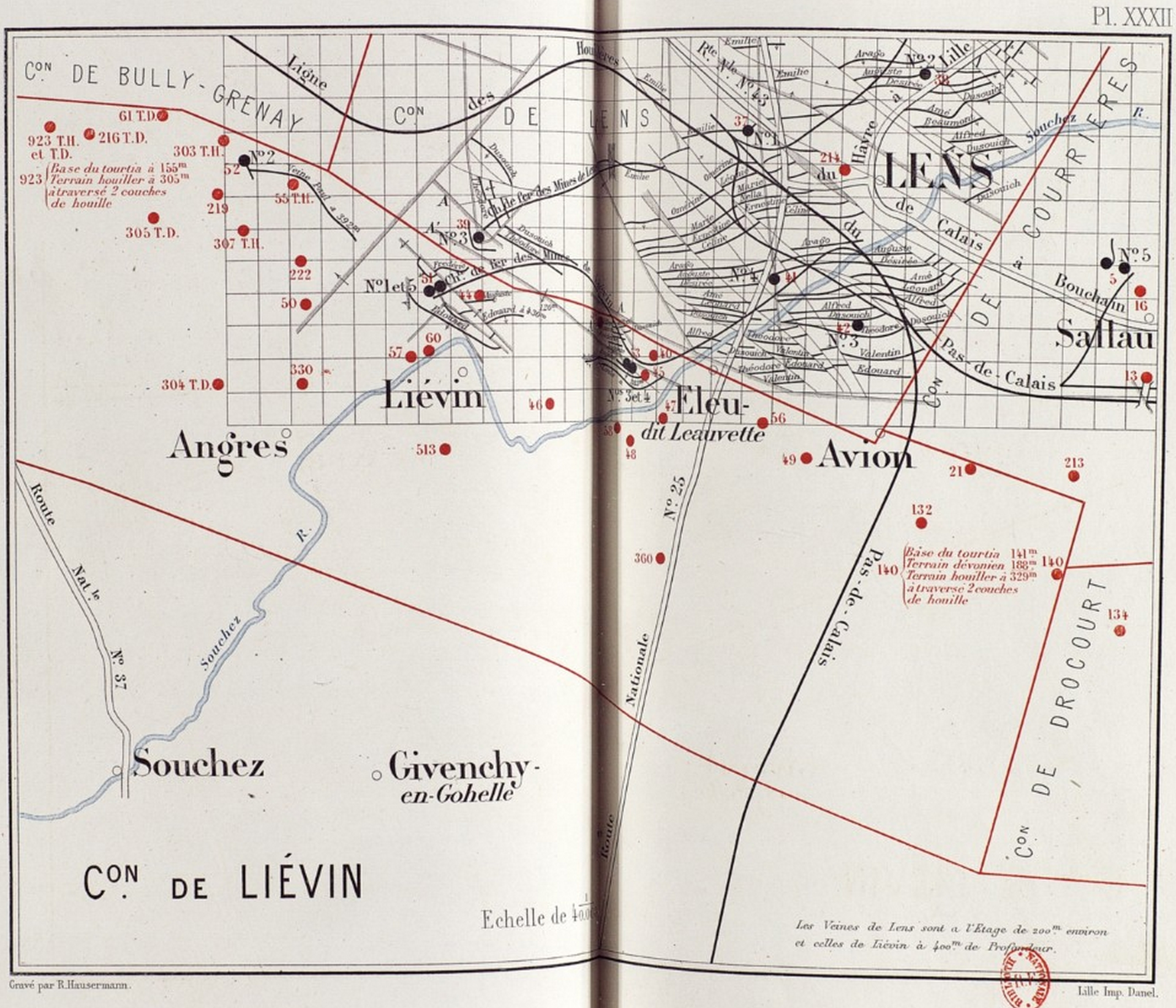
Probebohrungen, Schächte und Verkehrswege 1880

Auch die im Januar 1859 gegründete Société d'Aix hatte schon am 17. Mai 1858 mit Probebohrungen zum Nachweis von Kohlenflözen begonnen und bald danach mit den Teufarbeiten für einen Schacht mit 4,10 m Durchmesser begonnen. Nach dem Durchstoßen des Deckgebirges begann man mit einer erfolgversprechenden Förderung. In diesem Durcheinander dreier konkurrierender Gesellschaften wurde durch ein kaiserliches Dekret vom 15. September 1862 die weitere Ausbeutung der Société d'Aix verboten, gegen das jedoch Klage erhoben wurde. Am Ende eines sechsjährigen Rechtsstreits konnte die Compagnie des mines de Liévin für 237.977,94 Francs von der Société d'Aix deren Schacht und seine Nebengebäude erwerben und die Société d'Aix wurde abgewickelt.

### Die Entwicklung bis 1914
Am 13. Dezember 1858 begannen nur 530 m von Schacht 3 des Bergwerks Lens entfernt die Schachtarbeiten für Schacht 1. Die ersten Flöze wurden bei einer Teufe von 137 m erschlossen, waren aber sehr stark gestört und von Grauwackegestein durchsetzt. Trotzdem begann man 1860 mit der Förderung, wenn auch zunächst in sehr bescheidenen Ausmaßen. Dies änderte sich erst, als man Schacht 1 tiefer teufte und so zu abbauwürdigeren und weniger gestörten Flözen gelangte. Deshalb wurde die Anlage 1874 zu einer Doppelschachtanlage ausgebaut und bald danach um einen Wetterschacht ergänzt. Diese Schächte trugen die Nummern 1bis bzw. 1ter. So gelangte die Anlage 1913 zu einem zufriedenstellenden Produktionsergebnis. Mit 408.000 t wurden 20 % der Gesamtförderung erwirtschaftet. Zwei Jahre später begann die Förderung auf der Schachtanlage 3/3bis in Éleu-dit-Leauwette. Von da an stieg die Produktion erheblich und erreichte 210.591 t im Jahr 1878 und 285.331 t ein Jahr später. Anlage 4/4bis, gegründet in Avion, begann im Januar 1894 mit der Förderung, so dass insgesamt schon 665.742 t mit einer Belegschaft von 3.419 Arbeitern zu Tage gehoben und verarbeitet werden konnten. 1899 begann in Liévin das Abteufen der Schächte 5 und 5bis, die 1903 die Förderung aufnahmen. Mit der Inbetriebnahme der Anlage 6/6bis 1907 waren die Aufschließungen der Vorkriegszeit abgeschlossen und die Gesellschaft erreichte am Vorabend des Ersten Weltkriegs mit 9.696 Arbeitern eine Förderung von 1.996.450 t.
| Jahr | Gesamt-förderung | Zahl der Arbeiter | Förderung pro Arbeiter |
| ---- | ---------------- | ----------------- | ---------------------- |
| 1860 | 4.068 t          | ?                 | ?                      |
| 1861 | 18.793 t         | ?                 | ?                      |
| 1862 | 25.365 t         | ?                 | ?                      |
| 1863 | 13.093 t         | ?                 | ?                      |
| 1864 | 20.457 t         | ?                 | ?                      |
| 1865 | 22.943 t         | ?                 | ?                      |
| 1866 | 27.833 t         | ?                 | ?                      |
| 1867 | 34.638 t         | ?                 | ?                      |
| 1868 | 37.051 t         | ?                 | ?                      |
| 1869 | 67.761 t         | 525               | 129 t                  |
| 1870 | 75.987 t         | ?                 | 1ß                     |
| 1871 | 90.950 t         | 675               | 135 t                  |
| 1872 | 127.214 t        | 771               | 165 t                  |
| 1873 | 146.787 t        | ?                 | ?                      |
| 1874 | 158.982 t        | ?                 | ?                      |
| 1875 | 158.921 t        | ?                 | ?                      |
| 1876 | 146.901 t        | ?                 | ?                      |
| 1877 | 157.988 t        | 1.095             | 144 t                  |
| 1878 | 201.591 t        | 1.195             | 169 t                  |

In den ersten 19 Jahren ihres Bestehens konnte das Bergwerk also insgesamt 1.342.082 t Steinkohle gewinnen.

### Der Erste Weltkrieg und seine Folgen
Da der Frontverlauf im Stellungskrieg des Ersten Weltkriegs vom Herbst 1914 an die Berechtsamen der Zechen von Meurchin, Lens und Liévin von Norden nach Süden durchschnitt, waren die Kriegsschäden bei allen diesen drei Gesellschaften besonders hoch. So wurden mit Ausnahme des im Nordwesten gelegenen Schachts 2 alle anderen Schächte zerstört und die Gruben soffen ab.

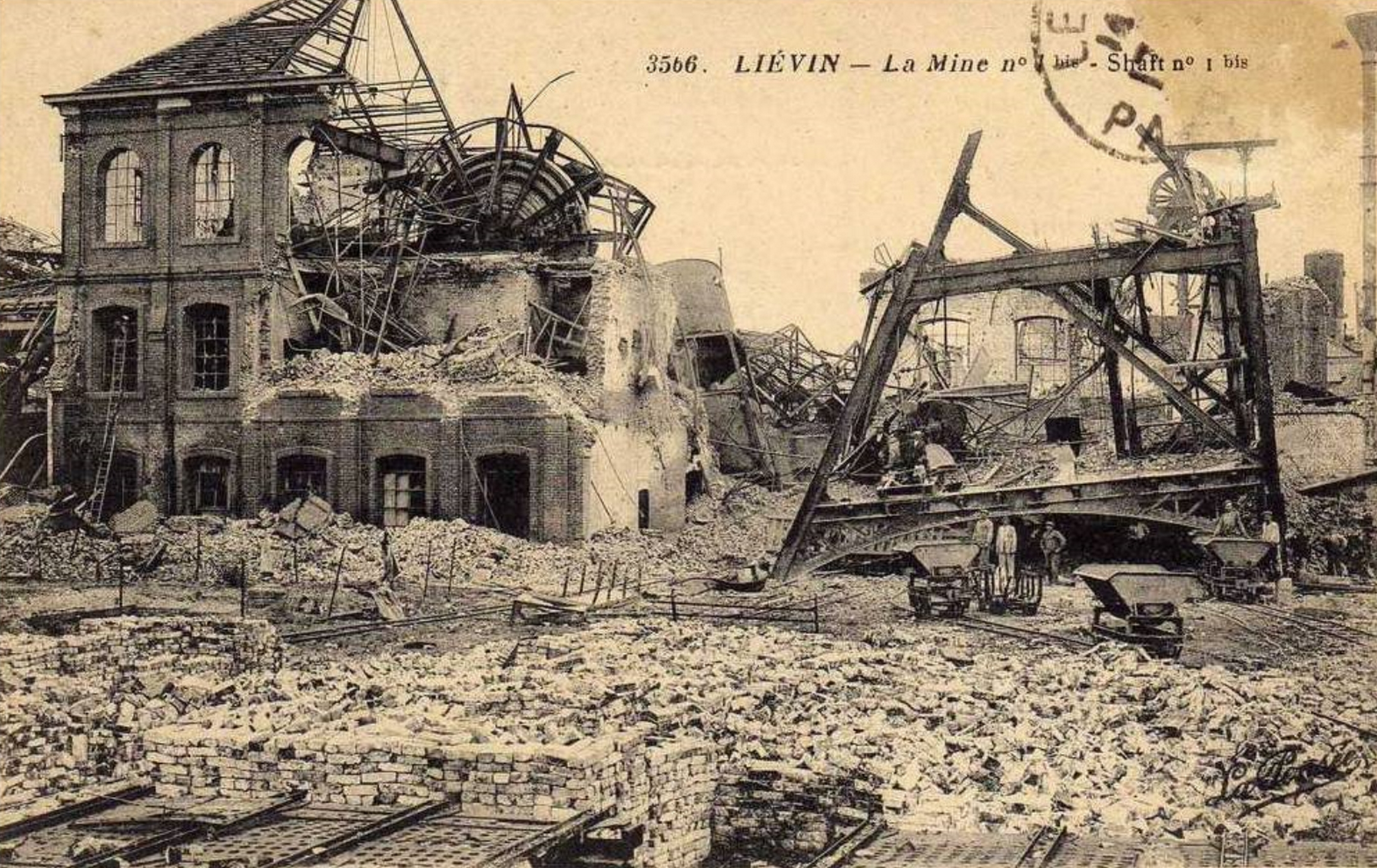
Kriegszerstörungen Schachtanlage 1

### Die Phase zwischen den Weltkriegen
Vorrangige Aufgabe nach Kriegsende waren das Sümpfen der abgesoffenen Gruben und der Wiederaufbau der Tagesanlagen. Dank staatlicher Unterstützung gelang dies relativ schnell und schon 1920 konnte man darangehen, in Avion eine neue Anlage mit der Bezeichnung 7/7bis zu errichten. Die Weltwirtschaftskrise verhinderte zwar ein Erreichen der Vorkriegsförderung (Stand 1914: 1,88 Mio. t mit 9.450 Arbeitern), aber trotzdem konnten 1938 wieder 1.419.454 t zu Tage gefördert werden.

### Die Zeit des Zweiten Weltkriegs
Im Mai und Juni 1940 überfiel die Deutsche Wehrmacht Frankreich und erzwang am 22. Juni 1940 den Waffenstillstand von Compiègne, der zwar formal zur Errichtung des sogenannten Vichy-Regimes führte, zugleich aber weite Teile Frankreichs unter deutsche Besetzung stellte. In diesem Zusammenhang wurden die beiden Départements Nord und Pas-de-Calais nicht dem deutschen Militärbefehlshaber in Paris, sondern dem in Brüssel unterstellt.
In der Region gab es einen nicht unerheblichen Widerstand gegen die Besatzung und 1941 kam es zu einem großen Streik, an dem sich 80 % der Belegschaften beteiligten und der zu einer Förderminderung für das Deutsche Reich von 500.000 t Kohle führte.
Ab April 1944 bombardierten britische Flugzeuge gezielt Eisenbahnlinien in Nordfrankreich mit dem Ziel, den Kohlenexport und den Nachschub der deutschen Truppen in Frankreich zu unterbinden. Dadurch konnte die geförderte Kohle aus dem Bassin nicht abtransportiert werden und die französischen Bergleute mussten Feierschichten verfahren.

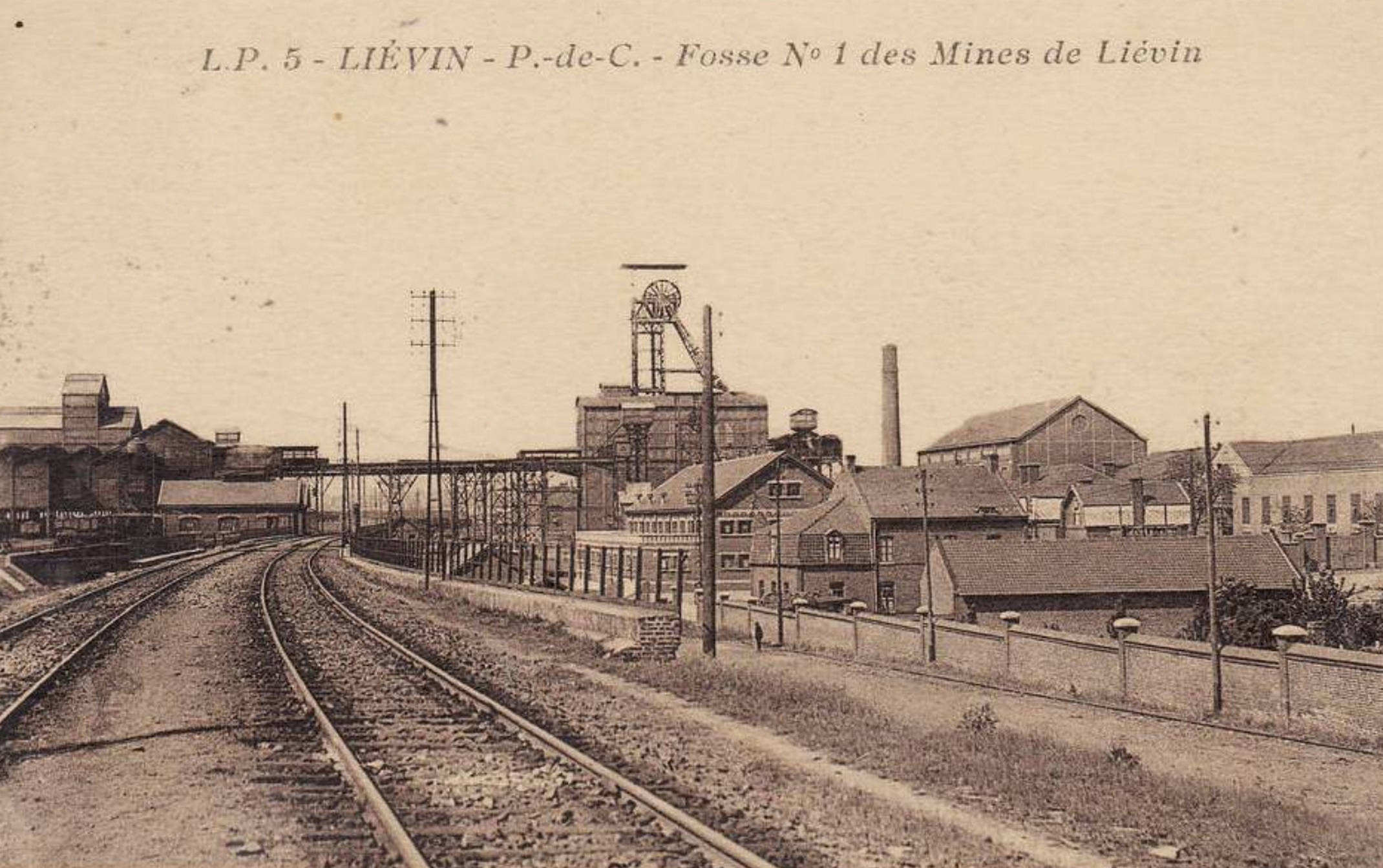
Schachtanlage 1/1^{bis}/1^{ter}

### Liévin nach der Verstaatlichung
Eine erste Folge der Verstaatlichung war die Übernahme des Bergwerks Vimy-Fresnoy von der Gruppe Vicoinge-Nœux-Drocourt. Dieses Bergwerk, dessen Berechtsame sind unmittelbar südlich an die von Liévin anschloss, hatte nur in der kurze Zeit von 1910 bis 1924 Kohle gefördert und dann ihren Betrieb eingestellt. Liévin ließ alle noch vorhandenen Tagesanlagen abreißen, verfüllte aber den Schacht nicht und nutzte ihn für die Wasserhaltung. Ansonsten waren die ersten Jahre nach Ende des Zweiten Weltkriegs vom Wiederaufbau und einer Produktionssteigerung geprägt, um die Energiehunger der Nachkriegsjahre befriedigen zu können. Zu grundlegenden Umstrukturierungen kam er erst nach der Fusion mit Lens zum Verbundbergwerk Lens-Liévn (Groupe d'exploration de Lens-Liévin).

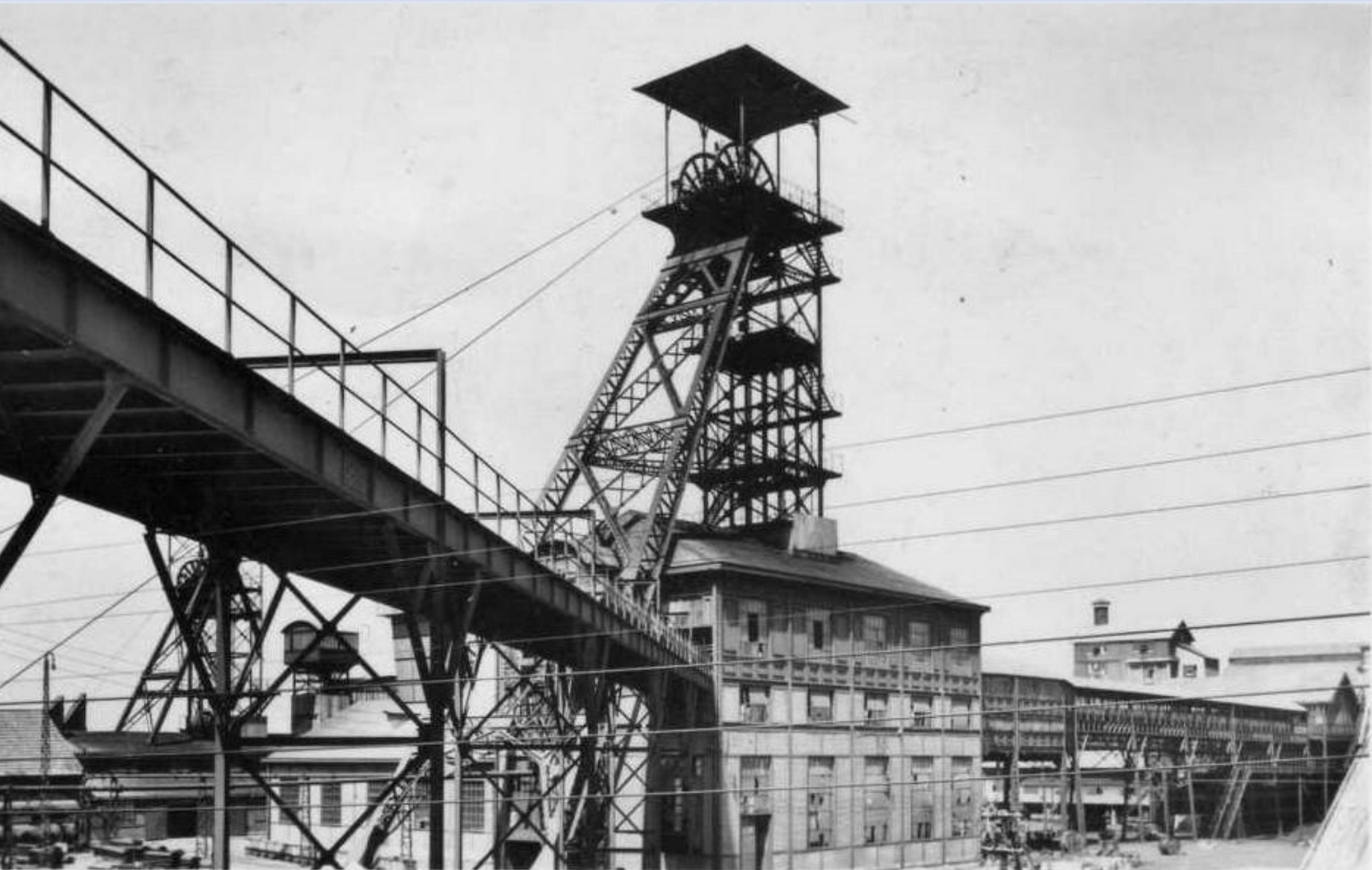
Liévin 5/5^{bis} Aufnahmedatum unbekannt

## Lagerstätten und Kohlearten um 1880
„Die Konzession von Liévin erstreckt sich südlich der Konzession von Lens und eines Teils der Konzessionen von Courrières und Bully-Grenay. Sie hat eine Fläche von 2981 Hektar. Die drei Förderstätten [bis heute] befinden sich in geringer Entfernung von der gemeinsamen Grenze dieser Konzessionen, so dass sich die Arbeiten nur über einen kleinen Teil des Konzessionsgebiets erstrecken. Der größte Teil der Konzession ist daher unerforscht und weitere Kohleflöze, sofern es in diesem Teil [des Abbaugebietes] überhaupt existieren und von älteren Schichten überdeckt sind, müssen sich in großer Tiefe befinden. Die tertiäre und kreidezeitliche Formation bei Liévin weist nur eine Dicke von 130 bis 150 Metern auf. Sie ist mäßig wasserführend und ihre Durchörterung mit Schächten bietet keine ernsthaften Schwierigkeiten. Der obere Teil des Kohlereviers hat große geologische Verwerfungen erlitten: Er ist in unterschiedlicher Tiefe umgekehrt und enthält nur unregelmäßige Schichten einer Gasflammkohle mit 35 bis 36 % flüchtigen Bestandteilen. Eine große Verwerfung, die mit dem Horizont einen bislang nicht genau bestimmten Winkel bildet, der jedoch gering sein muss, trennt diese umgestürzten Böden von den wirklich an Ort und Stelle befindlichen Böden, deren Richtung wie in der Konzession von Lens im Wesentlichen von Osten nach Westen verläuft. Die Neigung dieser Terrains schwankt zwischen 6 und 15 bzw. 20°. Beim derzeitigen Stand der Arbeiten [(Stand 1880)] kann man auf der Konzessionsfläche von drei verschiedenen Fakten ausgehen: 1. Ein Gebiet westlich von Schacht 1, in dem mindestens bis zu einer Tiefe von 400 m die Schichtfolgen gekippt sind und in der sich Schacht 2 befindet; 2. Eine zentrale Region, in der sich die Schächte 1 und [3] befinden und in der das umgekippte Gelände nicht mehr als 300 Meter tief ist. Das darunter angetroffene anstehende Gelände ist regelmäßig und enthält zahlreiche Schichten, deren Stärke und Zusammensetzung weiter unten angegeben wird. Diese Schichten bilden den oberen Teil der auch in Lens vorgefundenen Flöze, die höchstwahrscheinlich zum größten Teil [auch] durch [den noch unerforschten Teil der] Liévin-Konzession verlaufen soll. 3. Eine völlig unberührte östliche Region ab 500 Meter östlich von [Schacht 3], die [bezüglich der Lagerstätten] jedoch denen der Schächte 4 und 5 der Lens-Konzession [entsprechen sollte]. [...] Die Zusammensetzung der Steinkohle von Liévin schwankt je nach Schicht zwischen 37,36 % und 28,90 % flüchtiger Stoffe, abzüglich der Asche. Die oberen Schichten sind, wie es im Becken üblich ist, am gashaltigsten. [...D]er Anteil an flüchtigen Bestandteilen bei demselben Flöz nimmt in Richtung Westen um 2-3% ab.“.

## Schachtanlagen und Förderungen
| Schacht-nummern | Ort                | Gründung | Ende der Förderung | Schließung | max. Teufe | gesamte Fördermenge in Mio. t |
| --------------- | ------------------ | -------- | ------------------ | ---------- | ---------- | ----------------------------- |
| 1/1bis/1ter     | Liévin             | 1858     | 1956               | 1976       | 796 m      | 25                            |
| 2               | Liévin             | 1859     | 1918               | 1935       | ?          | ?                             |
| 3/3bis/3ter     | Éleu-dit-Leauwette | 1872     | 1958               | 1963       | 796 m      | 23                            |
| 4/4bis          | Avion              | 1890     | 1955               | 1988       | 1.094 m    | 17,6                          |
| 5/5bis          | Calonne-Liévin     | 1899     | 1956               | 1971       | 980 m      | 9,4                           |
| 6/6bis          | Angres             | 1901     | 1956               | 1971       | 861 m      | 49                            |
| 7/7bis          | Angres             | 1914     | 1975               | 1986       | 1.105 m    | 40,8                          |

## Weitere Industrieanlagen
1928 errichtete die Bergwerksgesellschaft Liévin in der Nähe von Schacht 6 eine Zentralwäsche, eine Kokerei zur Verwertung der Fettkohle sowie die Ammoniaque de Liévin zur Weiterverwertung der Kokereinebenprodukte. 1936 kam auf Anregung von Étienne Audibert eine Produktionsstätte für die Benzinsynthese hinzu. Die Kokerei produzierte 1964 2.700 t Koks pro Tag und 1,2 Mio. m3 Gas pro Stunde.
Nach der Stilllegung der Schachtanlage 6/6bis im Jahr 1971 wurde auch die Aufbereitung der Fettkohle zurückgefahren und durch eine Wiederaufarbeitung der Waschberge der Halden von Nœux-les-Mines und Wingles genutzt. So konnten noch 700.000 t Kraftwerkskohle zurückgewonnen werden. Später wurde die Chemiesparte von Norsk hydro Azote übernommen und bis 1992 weitergeführt.
Des Weiteren errichtete die Bergwerksgesellschaft in Èleu-dit-Leauwette 1931 ein Elektrokraftwerk mit einer Leistung von 23 MW, das 1936 ans Netz ging. Anfang der 50er Jahre errichtete die HBNPC neue Kraftwerke in Violaines und Courrières und legte die Anlage still.

## Fusionen
Im Jahr 1952 entschloss sich die HBNPC zu einer Konzentration ihrer Einzelgesellschaften. So wurden zunächst die Bergwerke von Lens und Liévin zum Verbundbergwerk Lens-Liévin (Groupe d'exploitation) vereinigt, bevor im Jahr 1967 das Verbundbergwerk Béthune, bestehend aus den Bergwerken Nœux und Béthune, dazukamen und die Gruppe Lens-Liévin-Béthune geschaffen wurde.

## Verkehrsinfrastruktur

### Zechenbahnen
Die beiden für die Förderung wichtigen Schachtanlagen 1/1bis/1ter und 3/3bis/3ter waren um 1880 sowohl miteinander als auch mit dem öffentlichen Netz beim Bahnhof von Lens verbunden. Diese Strecke hatte eine Länge von 5 km und wurde mit drei Lokomotiven betrieben. Eine kürzere Strecke von 2,5 km Länge verband die Schachtanlage 2 über Schacht 1 mit dieser Bahnlinie.
Vor dem Bau des Stichkanals von Lens wurde ein Teil der Förderung per Waggon zum Canal de la Deûle transportiert und dort verschifft.

### Stichkanal Canal de Lens
Weil der Canal de la Deûle bei Pont-a-Vendin nach Norden abbiegt und das Konzessionsgebiet von Liévin nicht berührt, entschloss man sich 1886 zum Bau eines Stichkanals von Courrières nach Èleu-dit-Leauwette, der dem Bergwerk einen Zugang zu den Wasserstraßen Nordfrankreichs ermöglichte. Dieser Canal de Lens genannte Kanal wurde während des Ersten Weltkriegs zerstört, danach aber rasch wieder in denselben Dimensionen aufgebaut. 1952 erfolgte eine Modernisierung des Zechenhafens, ob eine möglichst große Menge an Steinkohle auf dem Wasserweg abtransportieren zu können.
1968 erfolgte die Stilllegung und auf dem letzten Teilstück des Kanals legte die Stadt Lens eine Seenlandschaft mit Radwegen an.